# 黄一飞 (马来西亚歌手)
黄一飞，马来西亚创作音乐人。他是《一百万》原创、原唱者，Astro欢喜台主持人，首创百分百大马福建口味处境剧《欢喜欢喜就好》男主角，《搞笑之王》主持人及评审等。